# Teinosuke Kinugasa
Teinosuke Kinugasa (衣笠 貞之助 Kinugasa Teinosuke?), född 1 januari 1896 i Kameyama, död 26 februari 1982 i Kyoto, var en japansk skådespelare och filmregissör. Bland hans verk märks Helvetets port, som vann Guldpalmen vid Filmfestivalen i Cannes 1954 och en Heders-Oscar för den bästa icke-engelsktalande filmen släppt i USA under 1954.